# Tignère
Tignère, noto anche come Tingeré, Tingere, Tinguéré e Tinguere, è un comune del Camerun, capoluogo del dipartimento di Faro-et-Déo nella regione di Adamaoua.